# Dicranomyia (Dicranomyia) perpulchra
Dicranomyia (Dicranomyia) perpulchra is een tweevleugelige uit de familie steltmuggen (Limoniidae). De soort komt voor in het Australaziatisch gebied.